# Ласло Бенке (музикант)

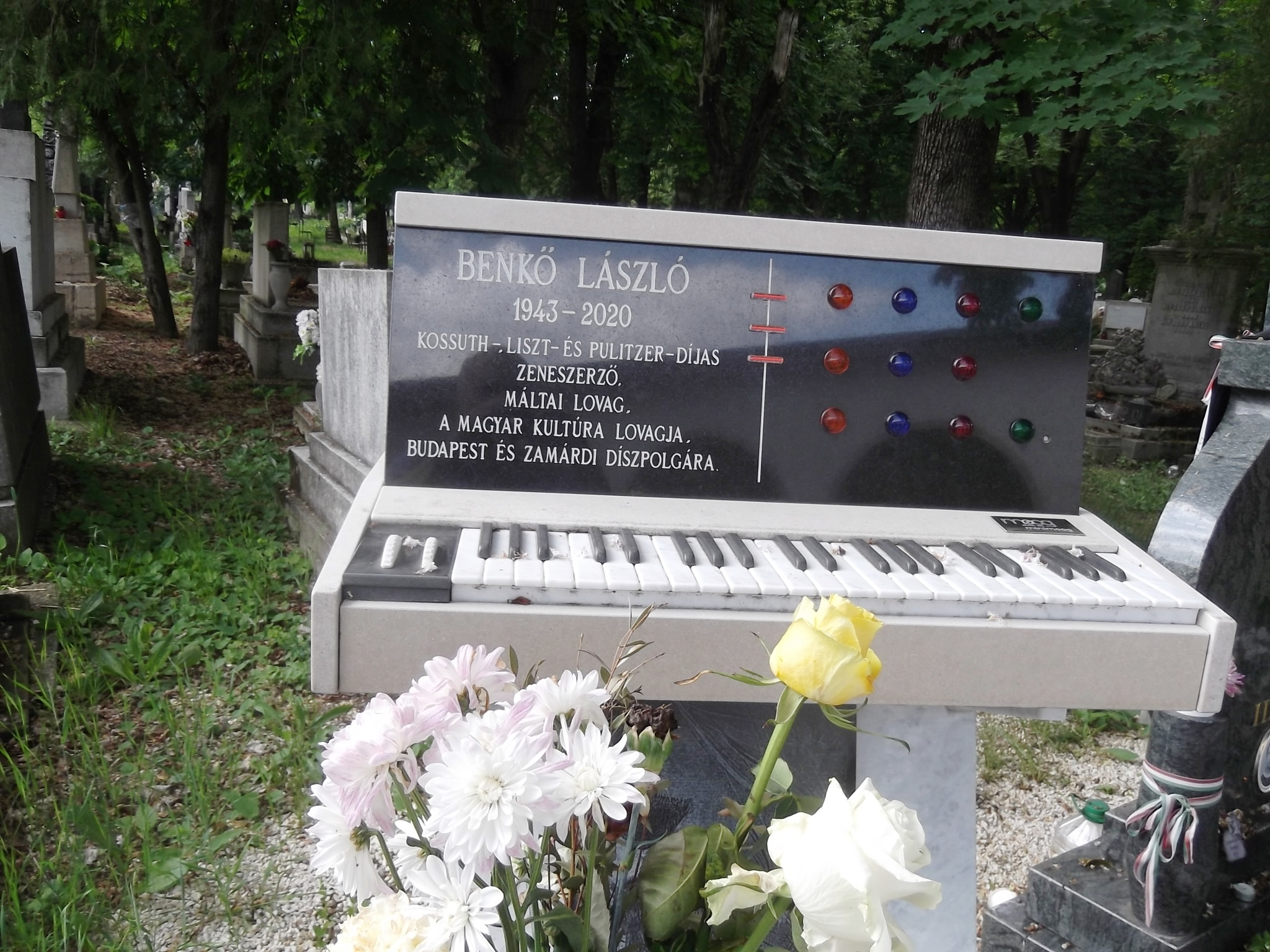
Могила Ласло Бенке на кладовищі Фаркашрет

Бенке Ласло (угор. Benkő László; 12 червня 1943, Сомбатгей – 18 листопада 2020, Будапешт) — угорський музикант, клавішник, композитор, учасник гурту Omega. Лауреат премії Кошута та Ференца Ліста.

## Кар'єра
Син юриста Ласло Бенке (1912–2001) та Ілони Барлай. Його сестра: актриса Марта Бенко (1947–2003).  Навчання розпочав у столиці. Музикою почав займатися зі старших класів, деякий час був учасником гурту Benkó Dixieland Band, а потім грав у групі Próféta, яку можна вважати однією з попередниць Omega.
У перше десятиліття у гурті Omega амплуа Бенке Ласло кілька разів змінювалася: спочатку він грав на піаніно, потім на органі. З 1968 року Габор Прессер став другим клавішником гурту, у той час Бенке грав на кількох інструментах: флейта, труба, цитра, програвав, серед іншого, разом із віолончельними композиціями Тамаша Мігаля. Він також грав на фортепіано на концертах разом із Прессером, який грав на органі. У перші роки, коли звучали кавери на західні хіти, він співав ще багато пісень, пізніше пісні Rózsafák і Vasárnap із власних композицій Omega.
Однак після відходу Прессера він грав виключно на клавішних інструментах. Спочатку тільки на органі Hammond, потім ще й на синтезаторі Moog, який Omega вперше використала в Угорщині в 1973 році на альбомі Omega 5. Його продумані соло на синтезаторі були визначальним елементом звучання платівки 1975 року Omega 6 - Nem jom a neved та епохи космічного року з 1976 по 1979 рік.
Серед учасників Омеги після 1971 року він найбільше творив і грав самостійно та в інших постановках. У 1980 році в Планетарії представлена Космічна опера, до якої він написав музику і яку виконав разом з Іштваном Лерхом. Його перший сольний альбом (Lexikon 1) вийшов у 1982 році. Трохи пізніше він отримав назву Lexikon 2. З 1990-их років з'являвся в програмах Rádiókabaré та в Whimsical Seasons, переважно разом з Йожефом Ігосом та Імре Байором.
У 2002 році заснував гурт B-Project, який грає інструментальну музику на синтезаторі. У 2005 та 2008 роках був одним із членів журі угорського національного відбору пісенного конкурсу Євробачення на Угорському телебаченні. З 2006 року був постійним гостем на концертах гурту «Бульдозер». У 2009 році став музичним керівником театру Weöres Sándor у Сомбатгей. З 2013 року регулярно виступав із триб’ют-гуртом «Мегаполіс», з яким виконував виключно пісні гурту «Омега».
Після зміни режиму він став старшим співробітником відділу поп-музики Hungaroton. Саме тоді через тривалий час з’явилися класичні альбоми попередніх десятиліть угорської поп-музики.
У 2017 році йому діагностували рак печінки, і він одужав після наполегливої боротьби, але протягом цього часу він не припиняв виступати на концертах, пропустивши лише один концерт Omega в 2017 році в Баторкесі. Помер 18 листопада 2020 року після тривалої тяжкої хвороби.
2 грудня 2020 року його проводжали на кладовище Фаркашреті в Будапешті, церемонія відбулася у вузькому колі через обмеження кількості, введені через епідемію коронавірусу COVID-19. На похоронах виступили Ференц Дебрецені, Дьєрдь Молнар, Карой Френрайш, Шандор Лукач і Феро Надь. Католицьку церемонію очолив єпископ Ласло Кісс-Ріго. Серед інших, Янош Кобор, Габор Прессер, Аттіла Патакі, Петер Шамі Мюллер, Жолт Геморі, Жолт Семьєн і Чарлі взяли участь у прощальній вечірці. Його останній спочинок знаходиться біля футболіста Тібора Шимона та актриси Кларі Толнаї. Його надгробок урочисто відкрили 30 квітня 2022 року.
У 2020 році Генрік Гавас написав про нього книгу під назвою Benkő Laci. Так само вийшов альбом Omega Testament, в якому він ще брав участь.

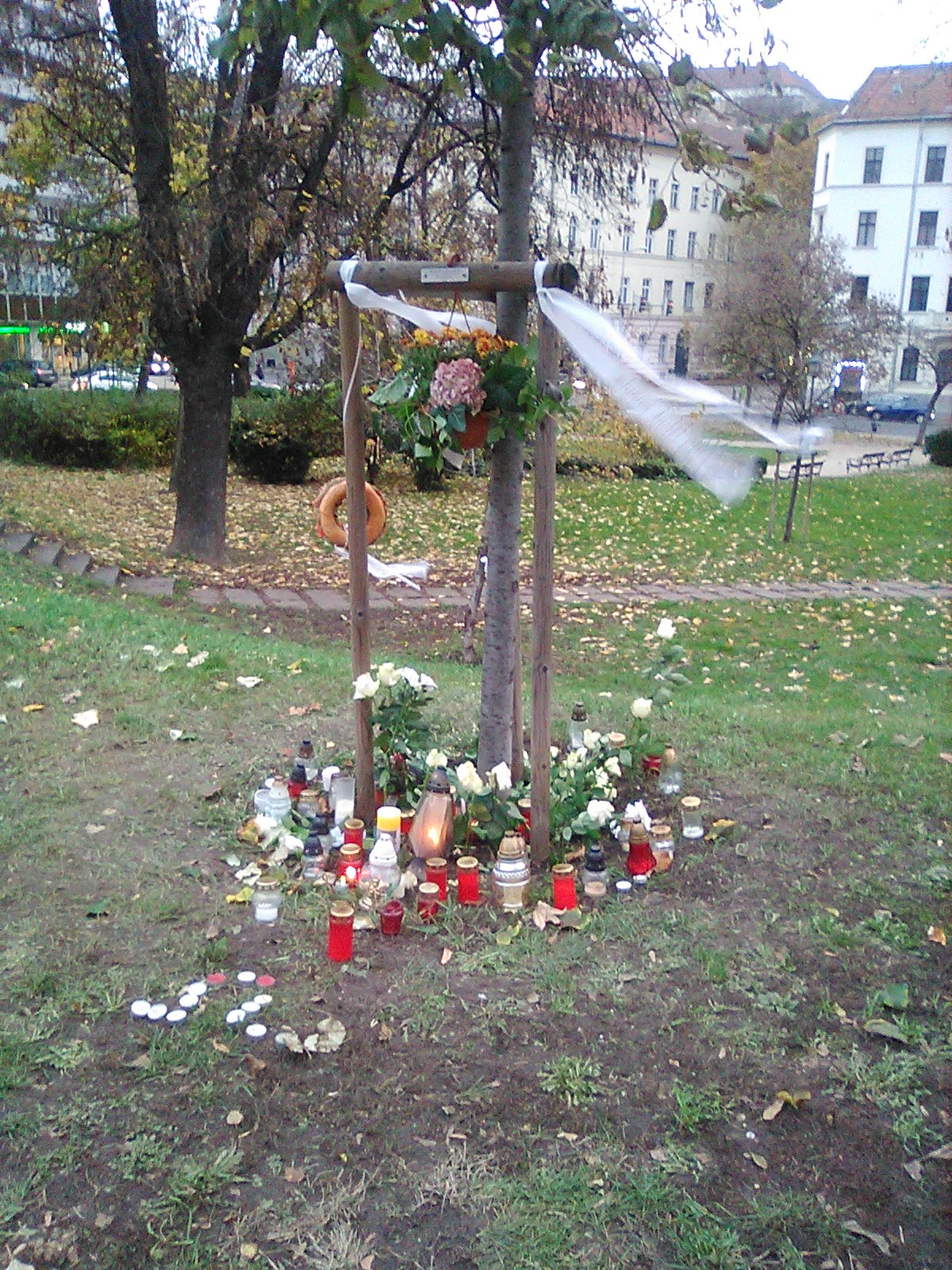
Його меморіальне дерево в саду Горвата